# Delfshaven

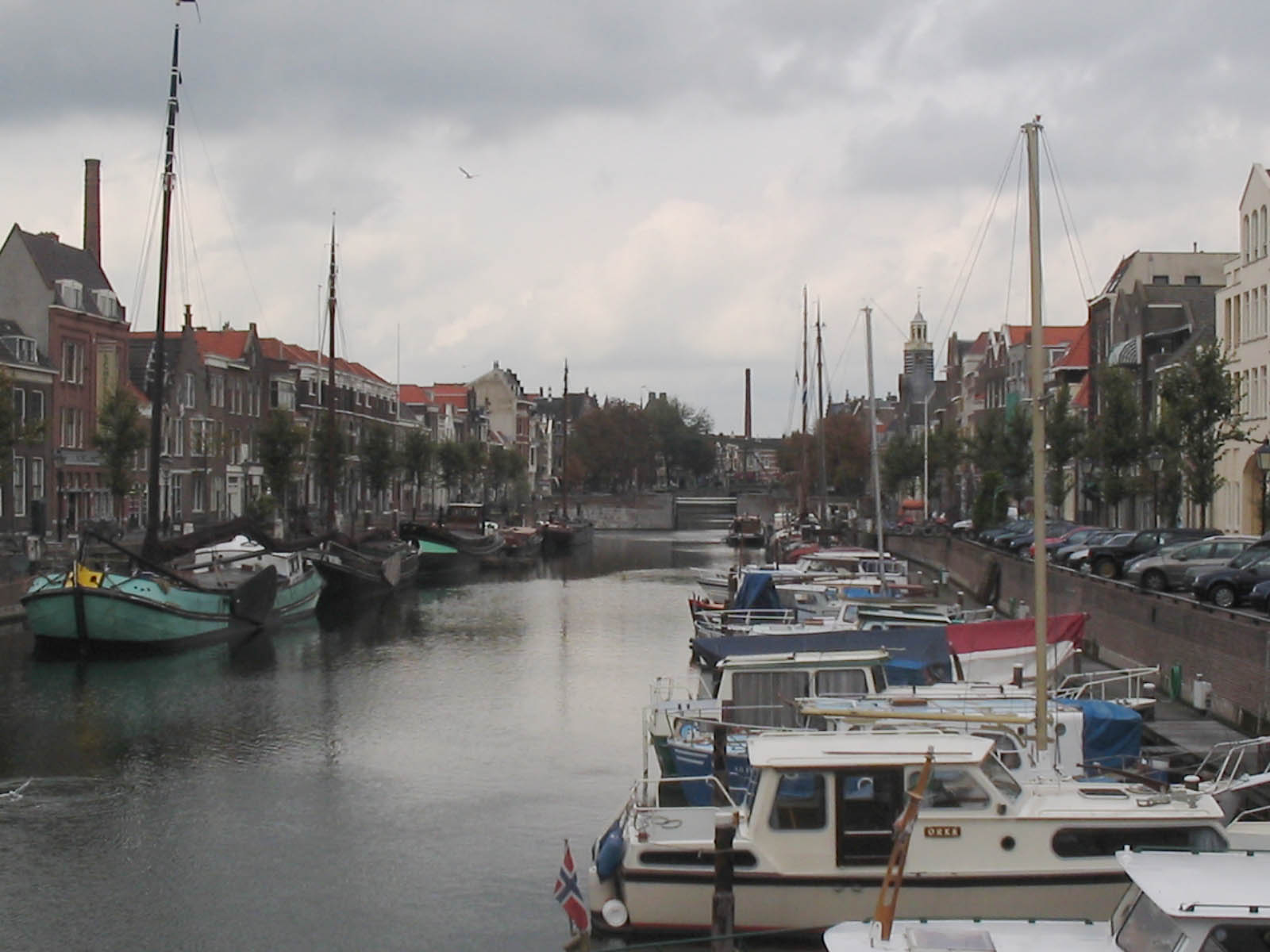
Delfshavens hamn

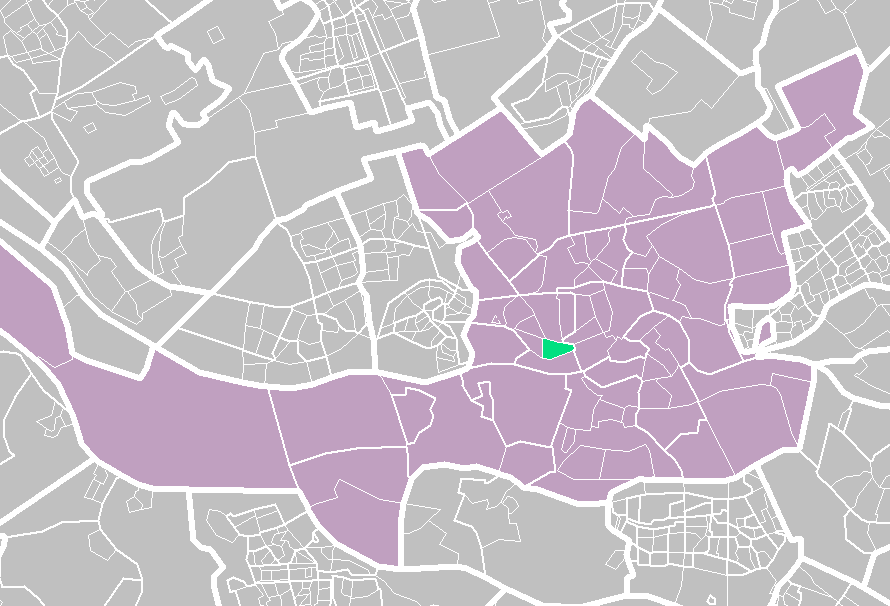
Delfshavens läge i kommunen.

Delfshaven är en av Rotterdams fjorton kommundelar (bestuurscommissiegebieden, till 2014 deelgemeenten) och hade år 2004 73 000 invånare och en total area på 5,80 km². Delfshaven växte fram kring staden Delfts hamn och var en egen kommun fram till 1886. Delfshaven har, till skillnad från Rotterdams citykärna, bevarade innerstadskvarter från tiden före andra världskriget.